# Sociedad Deportivo Quito
Sociedad Deportivo Quito es un club de fútbol de la ciudad de Quito, capital de la República del Ecuador. Inició su historia el 9 de julio de 1940 con el nombre de Sociedad Deportiva Argentina cambiando esta denominación y refundándose el 27 de febrero de 1955 como Sociedad Deportivo Quito. Los colores que lo identifican son el azul y el rojo, los cuales representan un homenaje a la ciudad de la cual toma su nombre y que son usados en su uniforme titular. El uniforme alterno, en diversas y mayoritarias ocasiones, ha lucido los colores celeste y blanco que evocan la primera parte de su historia futbolística junto con la admiración y devoción de su hinchada respecto del fútbol argentino y de los diversos jugadores, considerados históricos y símbolos, provenientes de aquella nación. Actualmente juega en la Segunda Categoría de Ecuador.
El club juega sus partidos de local en el Estadio Olímpico Atahualpa, donde comparte localía con El Nacional, Universidad Católica, Cumbayá, Cuniburo y América. El estadio, conocido como «El Coloso del Batán», tiene una capacidad de 35 258 personas y es propiedad de la Concentración Deportiva de Pichincha (concesionado por el Municipio del Distrito Metropolitano de Quito).

## Historia

### Orígenes
Los románticos del fútbol quiteño, habían quedado atrás. El peregrinaje de los “guambras” cargando los palos y redes de los arcos pasó a ser un recuerdo cuando a un costado de los campos de El Ejido se construyó el Estadio del Arbolito.
Trescientos mil sucres de aporte del Gobierno del Dr. Carlos Julio Arosemena, Carlos Andrade Marín y otros valiosos dirigentes permitieron que Quito cuente con un estadio para la realización de un Campeonato Nacional en 1948.
“El Arbolito”, testigo de mil batallas fue marco para las contiendas protagonizadas por Argentina, LDU, España, Aucas y esporádicas presentaciones de equipos guayaquileños y de otros países hasta que a mediados de 1954 se dio el pitazo inicial de un partido profesional en la provincia de Pichincha.
En el libro “50 años de AFNA” se relata: “El 11 de junio de 1954, en el tradicional estadio de “El Ejido”, arrancó la actividad oficial de la Asociación de Fútbol No Amateur de Pichincha; pese al seño fruncido de muchas personas, los dirigentes de las cuatro entidades fundadoras arribaron a la orilla que desearon. En una mañana tan quiteña, Argentina y Liga Deportiva Universitaria daban el puntapié inicial a un sueño que parecía nunca concretarse, pero que con el pasar del tiempo daría razón a sus mentalizadores.

### El Tricampeonato
En el trieño 1955-1957 Deportivo Quito conquistó el tricampeonato del fútbol de Pichincha hazaña no igualada por ningún club del profesionalismo quiteño. En la primera final disputada el 18 de diciembre derrotó a Liga Deportiva Universitaria de Quito por 2-1 con goles de Guerra y Bermúdez en un partido final programado tras haber empatado a 7 puntos. Integraron el equipo campeón:
Gonzalo "patallucha" Cevallos "tucho" Cordovez, Basantes y Stalin "pajarito" Charpantier, Tacuri y Carlos Laino; Bienvenido Laterza, Alberto "rocolita" Masuchio, Ruales, Manuel Gaitán y "bigote" Bermúdez.
En el año de 1956 Deportivo Quito no solo retuvo en manera invicta el título de campeón de balompié profesional de Pichincha en 1956 sino que goleó 5-1 en un encuentro amistoso a Barcelona el 7 de octubre de ese mismo año, haciendo vibrar a su hinchada.
En la campaña en las dos ruedas del torneo oficial ganó 4-1 y 2-1 a España 3-1 y 2-1 a Aucas 3-1 y 2-1 a LDU en el encuentro final con dos goles de Modesto Salina nuevamente derrotó a Liga Deportiva Universitaria para conquistar su segundo título.
Tuvo la delantera más goleadora, formó con: Cevallos, César "trotamundos" Maldonado, Mantilla y Charpantier, Tacuri y Ruales; Bermúdez, Guerra, Salina , Guzmán y Sánchez.
El tricampeonato lo obtuvo el domingo 27 de octubre de 1957 cuando enfrentó a Aucas con el que había llegado con igualdad de puntos al que superó con gol del viejo Cose Tarquino Basantes quien ingreso en el segundo tiempo, el estadio de "El Ejido" fue escenario del tercer campeonato consecutivo de Sociedad Deportivo Quito y de una nueva vuelta Olímpica de la "Academia".
La Academia formó con la misma nómina que el año anterior a los que se sumó con Singular éxito Carlos Garzón. Tuvo la delantera más efectiva con 19 dianas, en la que se destacaron Salina con 7, Bermúdez con 5 y Guerra con 3.
Jugó 12 partidos, ganó 6, empató 4 y perdió 2 totalizando 16 puntos.

### 1964
Desde el 10 de noviembre se realizó el quinto campeonato Nacional de Fútbol. Barcelona se coronó campeón con 9 puntos, Emelec segundo con 8 puntos, Deportivo Quito con 6, Politécnico cuarto con 1.
Deportivo Quito terminó cuarto en el campeonato de Pichincha de 1964 que ganó Politécnico.
El conjunto de la Plaza del Teatro ratificando que sabe crecerse en las estancias finales, el 10 de diciembre derrotó 2 a 0 al Nacional que en segundo año de participación cumplió una meritoria campaña en el torneo, tanto que a ese encuentro llegó con 2 puntos de ventaja. El resultado provocó que empaten en el primer lugar: LDU, Deportivo Quito y El Nacional. Deportivo Quito superó a Liga 1-0; el Nacional venció a Liga 3-2. En igualdad de puntos, pero con gol promedio favorable al equipo "chulla", los dos conjuntos fueron al cotejo final.
El miércoles 20 de enero, Deportivo Quito se coronó campeón nacional del Campeonato Ecuatoriano de Fútbol 1964 al imponerse a los "puros criollos" por la mínima diferencia. Con una asistencia que sobrepasó los 25.000 espectadores en el Olímpico Atahualpa, el equipo chulla con la dirección técnica de Juan Ruales, con un gol del colombiano Héctor Torres obtuvo su primer título nacional, primero también para un equipo de Pichincha.
En medio de la explosión de júbilo popular acompañado por un desfile motorizado por toda la ciudad que concluyó en la Plaza del Teatro, los hinchas del Quito saludaron su primera estrella nacional.

### 1968
En 1968, en que se disputó por primera vez un campeonato propiamente nacional con la modalidad definitiva de todos contra todos con la participación de 12 clubes, el cuadro "chulla" armó un equipo espectacular. En la primera parte del torneo se impuso con 9 puntos de ventaja, seguido por Barcelona y Emelec con 27. Los primeros seis jugaron una serie más, todos contra todos.
La Academia azulgrana clasificó campeón con 45 puntos. Jugó 32 cotejos, ganó 18, empató 9 y perdió 5. Marco 51 goles y recibió 31. Tuvo al máximo goleador el "Loco" Battaini, seguido por Tom Rodríguez del Nacional con 16 y el "Poeta" Barreto con 14, todavía añorado por la hinchada azul grana por su gran bagaje de calidad.
El domingo 29 de diciembre, sin aflojar jamás la punta, Deportivo Quito empató sin goles con el Nacional para coronarse campeón del Campeonato Ecuatoriano de Fútbol 1968 y alcanzar su segunda estrella nacional. Formó con Aguerre, Lincoln Uteras, Arturo Alvarado, De los Santos y Ramón Valencia; Galárraga y Segundo Alava; Sánchez, Battaini, Barreto y Contreras. Gonzalo "Maestrito" Calderón ausente por una lesión, fue figura clave del campeonato, sin olvidar el contingente del colombiano Víctor Manuel "Pipa" Solarte.

### 2008
Con un ambiente tremendamente adverso entre socios e hinchada la directiva de Fernando Herrera firmó contrato con el DT. Carlos Sevilla. El nuevo DT solo se quedó con Michael Castro, Wilfrido Vinces y Ronald de Jesús jugadores pertenecientes al club, para luego empezar la titánica tarea de armar todo un equipo desde cero. Así, uno a uno empezaron a llegar los Ibarra, García, Corozo, Checa, Nazareno, Mina, Andrade, Cortez, Minda, Tenorio, Moreira, Macias, Ordóñez, Calderón. La cuota extranjera la completaron el paraguayo Darío Caballero, el boliviano Carlos Saucedo, el argentino Martín Mandra y el chileno Mauricio Donoso.
Sin embargo la contratación más sonada fue el regreso de Luis Fernando Saritama que con el apoyo de Santiago Ribadeneira y Quiteños S.A. lograron contar con el concurso del gran volante lojano.
Ante el asombro de muchos este equipo conformado por el técnico Carlos Sevilla, poco a poco empezó a ganar partidos y hacerse fuerte tanto mentalmente como futbolísticamente.
El equipo ganó con claridad la primera etapa del torneo y obtuvo su pase al repechaje de Copa Sudamericana volviendo a disputar un torneo internacional luego de 10 años. En este torneo superó a Universitario de Lima y a pesar de hacer un gran partido tanto de local como de visitante, los errores y la inexperiencia internacional costaron caro y el equipo quedó eliminado ante San Luis de México. Sin embargo ya empezaba a sentirse en el ambiente el "rumor" de que Deportivo Quito era candidato al título.
La hinchada por su parte también desempeñó su rol a cabalidad. El grueso de la hinchada ("Barra de las Banderas" y "Mafia Azul Grana") se desplazó hacia el centro de la preferencia, se organizó la entrada de la barra con bombos cánticos y banderas, se adquirieron nuevos bombos, nuevas banderas azul-rojo-negro, se crearon nuevos cánticos, etc., poco a poco la hinchada empezó a regresar a ver desde las gradas a su viejo y querido Deportivo Quito.
D. Quito arrancó imparable ganando de visitante al D. Cuenca, luego ganando de local a Macará y finalmente humillando a Liga en su propia casa en Ponciano. La cuarta fecha tropezó con El Nacional al caer derrotado 1x0 y a semana seguida de local no pudo ganar y tuvo que conformarse con un empate 1x1 ante Barcelona que en ese entonces era el rival directo. Según las tendencias de los últimos años, luego de estos dos resultados, mucha gente creía que Deportivo Quito "como todos los años" se empezaba a caer. Sin embargo superando el anti-fútbol de su rival directo como "mañas" del olor a pintura en el camerino y la exclusión de Nazareno por parte de la dirigencia de Barcelona; Deportivo Quito empató sobre el final a Barcelona 1x1 en Guayaquil y sacó del camino al equipo porteño. A fecha seguida ganó a El Nacional 1x0 y se venía el campeón de América, Liga de Quito, que había recuperado terreno y ahora era el rival directo de D. Quito.
En un partido memorable con Liga, que para ese entonces era el vigente campeón de América, Deportivo Quito se impuso por 2x0 con goles de Saritama y Mandra y así, la "AKD" le sacaba 6 puntos de diferencia a Liga a falta de dos partidos y prácticamente se sentía campeón.
Con una presencia espectacular de la hinchada del Quito, un miércoles 3 de diciembre en la ciudad de Latacunga, Deportivo Quito ganaba a Macará 2x1 y se coronaba campeón del Campeonato Ecuatoriano de Fútbol 2008 El domingo 7 de diciembre en el Atahualpa luego del partido de trámite frente a D. Cuenca los flamantes campeones encabezados por Luis Fernando Saritama levantaron la copa tras 40 años de espera.
El 2008 quedará para siempre en la historia del fútbol ecuatoriano porque aquel torneo fue de los más memorables a nivel de clubes en la historia del Ecuador por la calidad de planteles en los equipos. Deportivo Quito forjó la mejor campaña de su historia que terminó con la obtención del título luego de 40 años de espera siendo el mejor equipo del torneo, hombre por hombre y línea por línea ante grandes rivales como el costoso equipo de Barcelona y el campeón de América, Liga de Quito.

### 2009
Sorprendentemente luego de haber conseguido el título de campeón nacional Fernando Herrera renunció a la presidencia de Deportivo Quito. Ante esta situación asumió el cargo el Ing. Jorge Burbano quien finalmente logró mantener el 95% del plantel campeón y por discrepancias con Carlos Sevilla contrató a Rubén Darío Insúa como nuevo DT del equipo. Junto a Insúa llegaron Nicolás Ascencio, Daniel Mina, Geovanny Caicedo y Ángel Escobar como refuerzos nacionales.
Una vez pasada la euforia del título 2008 se empezaron a sentir los estragos financieros institucionales. El equipo estaba en la quiebra financiera, no había liquidez, los sueldos empezaron a retrasarse y los jugadores como medida de presión paralizaron sus entrenamientos.
En medio de la crisis (y a pesar de haber quedado eliminado en primera ronda) el equipo hizo una Copa Libertadores aceptable sumando 8 puntos, ganando 1x0 a Estudiantes y empatando 1x1 ante Cruzeiro equipos que posteriormente serían los finalistas del certamen continental.
Durante el primer semestre del año la dramática inestabilidad institucional no permitió que el equipo clasifique a los cuadrangulares, entretanto en la parte administrativa Burbano presionado por socios e hinchas abandonó el barco para dar paso a Ricardo Acosta personaje que tampoco pudo solucionar la crisis, al contrario una de las primeras medidas que Acosta tomó fue despedir a Insúa, situación que finalmente no sucedió.
Sin credibilidad ni apoyo Acosta llamó a elecciones. Es así que asume las riendas del club un grupo de gente seria encabezados por Santiago Ribadeneira.
Ya con el apoyo de la nueva directiva Insúa renovó el equipo. Prescindió los servicios de jugadores como Martín Mandra y Leider Preciado para contratar a Iván Borguello, Marcos Pirchio y Franco Niell, jugadores argentinos que junto a Mauricio Donoso conformaron la cuota extrangera para el segundo semestre del año. También se repatrió al gran capitán de la selección nacional Iván Hurtado.
Futbolísticamente el equipo empezó rápidamente a cosechar resultados positivos. La línea de tres de Insúa empezó a funcionar a la perfección, los extranjeros se enchufaron enseguida y el equipo empezó a escalar posiciones hasta terminar en el primer lugar de la segunda etapa con un punto de bonificación para el cuadrangular final que tendría que disputar ante Liga, Manta y Macará.
El cuadrangular por el título encontraría a La Academia en su mejor momento físico y futbolístico. El equipo terminó en primer lugar invicto y sin recibir ni un solo gol en contra despachando al "favorito" Liga de Quito al empatar 0x0 en el Atahualpa y venciéndolo 1x0 en Ponciano. Una vez más al igual que en el 2008 LA AKD dejaba en el camino a su clásico rival.
Paralelamente a la parte futbolística, en la parte institucional mediante una reforma de estatutos aprobada por los socios del club el equipo pasaba a ser administrado por la empresa española SEK, empresa que incursionaba en el fútbol ecuatoriano para cubrir los huecos financieros de SDQ y posicionar su prestigiosa marca a través de nuestra Institución.
El rival de la gran final era el D. Cuenca equipo que venía haciendo una buena campaña en su respectivo cuadrangular despachando sin contemplaciones al otro "favorito" Emelec.
El partido de ida de la gran final jugado en la ciudad de Cuenca ante una gran presencia de hinchas quiteños Deportivo Quito empató 1x1 con el Cuenca. El gol de La Academia lo anotó Marcos Pirchio.
La gran final del campeonato que se jugó un 5 de diciembre La Academia se proclamó campeón del Campeonato Ecuatoriano de Fútbol 2009 al vencer 3x2 a su rival con goles de Daniel Mina y Michael Arroyo en dos ocasiones para sellar el primer Bicampeonato en la historia de Sociedad Deportivo Quito.

### 2011
El ganador de la primera etapa del campeonato fue el Club Sport Emelec, y el segundo tramo fue conquistado por la Academia. La Copa Credife llegaba a su punto culminante enfrentando a los mejores equipos del año en el estadio George Capwell de Guayaquil en el partido de ida, en el cual con gran destreza y clase, Deportivo Quito se impuso 1 - 0 con anotación de Fidel Martínez.
Ante un espectacular recibimiento de la hinchada azul grana en el Olímpico Atahualpa, se procedía a dar inicio al partido de vuelta, el equipo venía dispuesto a dar el todo por el todo, a los dos minutos de iniciado la Academia avisaba con un disparo de Fidel Martínez, el cual impacto en la base del poste, luego un rebote para Bevaqcua que rechazo Zumba, Emelec de igual forma, cuando recuperaban el balón se proyectaban a la ofensiva, al minuto 35 un disparo de Vigneri quemó las manos de Elizaga y pego en el horizontal.
De esta forma se terminaba un primer tiempo donde el Dep. Quito trataba de adelantarse en el marcador, pero se encontró un Emelec ordenado que esperaba y salía cada que tenía oportunidad.
El segundo tiempo inicia con un Dep. Quito incisivo, muy superior a su rival. La Academia atacaba por todos lados, disparos de Fidel hacían temblar a la afición emeleccista. Al minuto 31, un espectacular pase de Saritama de 35 metros dejó solo a otra figura, Matías "Chavo" Alustiza, quien sacó un remate que paso a centímetros del vertical. A minuto seguido, Emelec atacó por conducto de Walter Iza, quien recibió una pelota clara, pero Elizaga en el arco, haciendo prevalecer su experiencia, achicó el ángulo y evitó que la pelota ingrese.
Al minuto 88 del partido, el juego aplastante que tenía la Academia se cristalizó cuando el argentino Alustiza realizó una finta y sacó un remate espectacular al ángulo, adelantando el marcador 1 - 0, ante el apoyo de más de 40 mil hinchas del equipo azulgrana, que contribuyó a que S.D. Quito se proclame campeón del Campeonato Ecuatoriano de Fútbol 2011 Copa Credifé 2011.

### Un equipo económicamente en crisis (2015-2018)
Sumido en una crisis económica, y principalmente debido a las sanciones de resta de puntos decretados por la FIFA terminó último en la tabla de posiciones del año 2015, Sociedad Deportivo Quito descendió por sexta ocasión a la Serie B de Ecuador,
A Deportivo Quito se le restaron 7 puntos por orden de FIFA por incumplimiento en el pago de la deuda mantenida con el jugador argentino Gonzalo Rovira. Además se le restaron 3 puntos por no presentar los roles de pago del mes de marzo y 3 más por resolución de la Cámara de Resolución y Disputas.
Deportivo Quito fue suspendido por no cancelar una deuda a tiempo y por ende al aplicar el reglamento pierde el partido con un marcador de 0 a 3
Deportivo Quito perdió 6 puntos por orden de FIFA por el incumplimiento en el pago de la deuda mantenida con el jugador argentino Martín Andrizzi, además se le restaron 6 puntos más por no presentar los roles de pago de abril y mayo, posteriormente la FEF decide devolver 6 puntos al cuadro chulla. La FEF decide suspender a Deportivo Quito para jugar la Fecha 31, por ende es la segunda vez que recibe suspensión y no juega un partido y como resultado el cuadro chulla pierde la categoría. Al final la sanción total de puntos del cuadro capitalino fue de 34 puntos en contra, entre deudas y sanciones por orden FIFA y de FEF.
En el torneo que disputaba durante el año 2016 y debido a los constantes problemas económicos, dirigenciales, organizacionales y existenciales, sumado a la disposición de que si un equipo no se presentaba por dos veces a un partido oficial del campeonato este perdería la categoría como sanción y es así como terminó prematuramente descendiendo a Segunda Categoría y terminó de hundirse a la Segunda Categoría lugar del que jamás volvieron a ver la luz equipos tradicionales del fútbol ecuatoriano de antaño como el América de Quito, Everest, Patria, Norte América, Calvi, Panamá, Esmeraldas Petrolero, Juventus, Juvenil, Green Cross, Juventud Italiana, Bonita Banana, Audaz Octubrino, Santos, Liga de Cuenca, Espoli, Olmedo, América de Ambato, Búhos ULVR (ex Guayaquil Sport), Clan Juvenil y los desaparecidos Politécnico, Manta Sport, River Plate de Riobamba, Filanbanco, Valdez, Liga de Loja, Deportivo Azogues y Fuerza Amarilla en medio de la debacle del cuadro de la Plaza del Teatro.
Para el año 2018, el Deportivo Quito deberá afrontar el torneo de Segunda Categoría con una sanción de -18 puntos, los cuales fueron establecidos por la FEF, A Deportivo Quito en total se le restaron 24 puntos por sanción de la FIFA por deudas mantenidas con los técnicos Carlos Ischia, Nelson Acosta y Marcelo Fleitas, además del jugador argentino Sebastián Rusculleda, quedando en la cancha puntero absoluto sin embargo las sanciones hacen que el equipo pierda la serie y desciende a la categoría Amateur del fútbol Ecuatoriano regido por la AFAP en Pichincha, 
CRECIMIENTO INSTITUCIONAL 2017
Como planes de crecimiento institucional y de reposicionar la marca de Deportivo Quito, el directorio reestructurado con nombres importantes de la historia como Ney Mancheno entre otros realizó varios convenios importantes para la institución así como también para el deporte nacional 
AKADEMICAS  Una alianza estratégica entre Patricio Pozo y el presidente chulla Juan Manuel Aguirre permitió la conformación del primer equipo femenino que representó a Pichincha en la Liga Nacional de Básquet Femenino.
14 jugadoras conformaron la plantilla que dirige Paúl Beltrán. Las estadounidenses Danielle McRay y Brianna Banks y la jaimaquina estadounidense Yanique Gordon fueron el aporte extranjero para el equipo ‘azul y grana’.
En su primera incursión en el baloncesto nacional femenino, Deportivo Quito se coronó campeón de la Liga Nacional tras vencer a Leones de Riobamba (62-58), en el cuarto juego de los 'play off'.
Espartanos AKD  En noviembre del 2017 Deportivo Quito concretó una alianza con Espartanos Rugby Club para participar en los torneos masculinos y femeninos de rugby en el 2018.

### Periplo en la categoría amateur (2019)
En el 2019 se consolidó la dirigencia y empieza nuevamente la ruta de ascenso. De esta manera se ubica entre los mejores del Campeonato Amateur de Quito y clasifica a la Copa Pichincha 2020, torneo que otorga un cupo para la segunda categoría profesional del balompié ecuatoriano.

### Estancia en la Segunda Categoría (2020-Actualidad)

#### 2020
Del torneo amateur y campeón de la Copa Pichincha, asciende a la Segunda Categoría de Pichincha de 2020. En este torneo los chullas tuvieron un gran desempeño, sin embargo el club quedó en el tercer lugar y no alcanzó uno de los cupos a la etapa nacional de la Segunda Categoría, por lo que no lograron el ascenso.

#### 2021
En su segunda participación consecutiva en Segunda Categoría de Pichincha 2021, el cuadro de los chullas logró superar la primera fase como tercero de grupo accediendo de esta manera al hexagonal final. Pero allí fue otra cosa en la jornada 9 de 12 el equipo tenía que obtener un triunfo ante Juventud pero a pesar de ir ganando en el primer tiempo, terminó perdiendo por 1-4 lo que dejó al club un año más en la tercera división del fútbol ecuatoriano.

#### 2022
En su tercera participación consecutiva en Segunda Categoría de Pichincha 2022, el cuadro chulla logró clasificar al hexagonal final. en el cual ya constó clasificado a los playoffs de la Fase Nacional de Ascenso de la Segunda Categoría de 2022. Ya en los playoffs de la Fase Nacional de Ascenso de la Segunda Categoría, en la Primera Ronda, el cuadro chulla eliminó al Dunamis 04 en Cayambe y Tulcán y luego en Dieciseisavos de final el cuadro chulla eliminó al Independiente San Pedro en Cayambe y Alausí, pero en Octavos de final el cuadro chulla cayó ante Baldor Bermeo Cabrera de Ponce Enríquez en penales por 3 a 2 tras empatar 2 a 2 en Quito y 0 a 0 en Cuenca el cual el cuadro chulla quedó eliminado de los playoffs de la Fase Nacional de Ascenso de la Segunda Categoría.

## Estadísticas

### Número de finales ganadas
| Pos | Equipo          | # | Temporadas |
| --- | --------------- | - | ---------- |
| 4.  | Deportivo Quito | 2 | 2009, 2011 |

### Mayor número de finales disputadas
| Pos | Equipo          | # | Temporadas        |
| --- | --------------- | - | ----------------- |
| N.  | Deportivo Quito | 3 | 1988, 2009, 2011. |

### Finales más repetidas
| Final                    | # | Temporadas/Campeón    |
| ------------------------ | - | --------------------- |
| Emelec - Deportivo Quito | 2 | 1988 (EME) 2011 (QUI) |

### Triangular Final
En las finales del campeonato nacional ecuatoriano se disputaron en 3 ocasiones en las cuales solo cinco equipos pudieron acceder a esta etapa final pero solo tres pudieron coronarse campeón por este sistema. Deportivo Quito quedó en una ocasión :
| Año  | Campeón         | Subcampeón  | Tercero       | Ciudad |         |
| ---- | --------------- | ----------- | ------------- | ------ | ------- |
| 1964 | Deportivo Quito | El Nacional | Liga de Quito | Quito  | [ n 1 ] |

### Cuadrangular Final
Se disputaron en 7 ocasiones en las cuales solo once equipos pudieron acceder a esta etapa final pero solo siete pudieron coronarse campeón por este sistema. En la tabla aparece la ciudad en la que el campeón definió su liderato en el cuadrangular obteniendo el título. Deportivo Quito participó en esta modalidad tres ocasiones
| Año  | Campeón   | Subcampeón | Tercero         | Cuarto          | Ciudad    |         |
| ---- | --------- | ---------- | --------------- | --------------- | --------- | ------- |
| 1963 | Barcelona | Emelec     | Deportivo Quito | Politécnico     | Guayaquil |         |
| 1987 | Barcelona | Filanbanco | Audaz Octubrino | Deportivo Quito | Quito     | [ n 2 ] |
| 1991 | Barcelona | Valdez     | El Nacional     | Deportivo Quito | Guayaquil |         |

### Hexagonal Final
Este es el historial de finales definidas por un hexagonal final. Se disputaron en 17 ocasiones en las cuales solo dieciocho equipos pudieron acceder a esta etapa final pero solo 17 pudieron coronarse campeón por este sistema. En la tabla aparece la ciudad en la que el campeón definió su liderato en el hexagonal obteniendo el título. Deportivo Quito participó 11 ocasiones en esta modalidad quedando dos veces campeón y una Subcampeón :
| Año  | Campeón         | Subcampeón       | Tercero Cuarto                 | Quinto Sexto                     | Ciudad    |         |
| ---- | --------------- | ---------------- | ------------------------------ | -------------------------------- | --------- | ------- |
| 1968 | Deportivo Quito | Barcelona        | Emelec Liga de Quito           | El Nacional Manta Sport          | Quito     | [ n 3 ] |
| 1970 | Barcelona       | Emelec           | América de Quito Liga de Quito | El Nacional Deportivo Quito      | Guayaquil | [ n 4 ] |
| 1989 | Barcelona       | Emelec           | Deportivo Quito El Nacional    | Macará Filanbanco                | Quito     | [ n 5 ] |
| 1994 | Emelec          | El Nacional      | Barcelona Deportivo Quito      | Aucas Espoli                     | Quito     |         |
| 1997 | Barcelona       | Deportivo Quito  | Emelec Liga de Quito           | El Nacional Aucas                | Guayaquil | [ n 6 ] |
| 2001 | Emelec          | El Nacional      | Olmedo Barcelona               | Deportivo Quito Espoli           | Guayaquil |         |
| 2002 | Emelec          | Barcelona        | El Nacional Liga de Quito      | Deportivo Quito Aucas            | Guayaquil |         |
| 2003 | Liga de Quito   | Barcelona        | El Nacional Emelec             | Deportivo Quito Deportivo Cuenca | Quito     |         |
| 2006 | El Nacional     | Emelec           | Liga de Quito Olmedo           | Barcelona Deportivo Quito        | Riobamba  |         |
| 2007 | Liga de Quito   | Deportivo Cuenca | Olmedo Deportivo Azogues       | El Nacional Deportivo Quito      | Quito     |         |
| 2008 | Deportivo Quito | Liga de Quito    | Deportivo Cuenca El Nacional   | Barcelona Macará                 | Latacunga | [ n 7 ] |

### Número de hexagonales ganados
| Pos | Equipo          | Campeón | Subcampeón | Temporadas       |
| --- | --------------- | ------- | ---------- | ---------------- |
| n.  | Deportivo Quito | 2       | 1          | 1968, 2008, 1997 |

### Octagonal Final
Este es el historial de finales definidas por un octagonal final. Se disputaron en 5 ocasiones y 19 equipos pudieron acceder a esta etapa final. Solo 5 equipos pudieron coronarse campeón por este sistema de campeonato. Deportivo Quito participó en tres ocasiones quedando Subcampeón en la temporada de 1985 :
| Año  | Campeón     | Subcampeón      | Tercero Cuarto                     | Quinto Sexto                     | Séptimo Octavo                  |
| ---- | ----------- | --------------- | ---------------------------------- | -------------------------------- | ------------------------------- |
| 1984 | El Nacional | 9 de Octubre    | Liga de Quito Universidad Católica | Barcelona Deportivo Quito        | Técnico Universitario Emelec    |
| 1985 | Barcelona   | Deportivo Quito | Filanbanco Esmeraldas Petrolero    | El Nacional Universidad Católica | 9 de Octubre Liga de Portoviejo |
| 1993 | Emelec      | Barcelona       | El Nacional Green Cross            | Delfín Deportivo Cuenca          | Liga de Quito Deportivo Quito   |

## Presidentes
A lo largo de su vida Institucional, Deportivo Quito ha tenido 29 presidentes, siendo Ney Mancheno, el único directivo con tres períodos al frente del equipo.

### Listado
Desde su fundación, el club ha tenido los siguientes presidentes:
| Periodo     | Presidente                               |
| ----------- | ---------------------------------------- |
| 1955-1958   | Cristóbal Ponce Ribadeneira(+)           |
| 1959        | Pedro Vorberk                            |
| 1960-1961   | Oswaldo Ycaza Maya(+)                    |
| 1962-1965   | Ney Mancheno Velasco (1)(+)              |
| 1966        | Ángel Agusto Cadena Troya(+)             |
| 1967        | Aladar "Al" Horvath Goldstein(+)         |
| 1968-1969   | Ney Mancheno Velasco (2)(+)              |
| 1969-1970   | Carlos Guarderas Barba                   |
| 1970-1976   | Ney Mancheno Velasco (3)(+)              |
| 1977-1978   | Francisco Acosta Espinoza                |
| 1979-1980   | Iván Pastor Salvador                     |
| 1981-1982   | Carlos Serrano Lusetty                   |
| 1983-1991   | Luis Chiriboga Acosta (1)                |
| 1991-1994   | Tommy Schwarzkopf                        |
| 1995-1996   | Jorge Machado Cevallos                   |
| 1997-1998   | Luis Chiriboga Acosta (2)                |
| 1998-2002   | Francisco Chiriboga Acosta               |
| 2002-2004   | Fernando Herrera (1)                     |
| 2004-2005   | Rodrigo Jijón                            |
| 2005-2008   | Fernando Herrera (2)                     |
| 2008-2009   | Jorge Burbano                            |
| 2009        | Ricardo Acosta, Santiago Ribadeneira (1) |
| 2009-2012   | Fernando Mantilla (1)                    |
| 2012-2013   | Iván Vasco                               |
| 2013        | Fernando Mantilla (2)                    |
| 2013-2014   | Eugenio Romero Mantilla                  |
| 2014        | Esteban Pacheco Santiago Ribadeneira (2) |
| 2014-2015   | Joselito Cobo                            |
| 2015-2016   | Patricio Alvarado                        |
| 2016        | Freddy Mayorga                           |
| 2016-2017   | Eduardo Romero Mantilla                  |
| 2017-2020   | Juan Manuel Aguirre                      |
| 2020-2023   | Samantha Yépez                           |
| 2023 - 2027 | José Antonio Pardo Moscoso               |

## Partidos históricos
| Fecha                 | Rival          | Resultado | Ciudad |
| --------------------- | -------------- | --------- | ------ |
| 19 de julio de 1959   | SK Rapid Viena | 1:0       | Quito  |
| 2 de febrero de 1969  | Górnik         | 1:5       | Quito  |
| 11 de febrero de 1973 | Górnik         | 2:2       | Quito  |

## Símbolos

### Himno
- Letra del Himno de Sociedad Deportivo Quito

- Video del Himno de Sociedad Deportivo Quito

### Escudo
Durante la era de Sociedad Deportiva Argentina, se utiliza un escudo de color blanco con cinco franjas verticales de color celeste, semejantes a los colores de la bandera argentina, y que en la parte superior contiene el nombre "S.D. ARGENTINA".
Posteriormente con el cambio de nombre, el escudo de Sociedad Deportivo Quito pasa a ser un escudo blanco con bordes dorados, en la parte inferior tiene tres franjas verticales, dos azules a los costados y una roja en el centro, como los colores de la bandera de la ciudad de Quito, y en la parte superior, escrito el nombre "S.D. QUITO ".

## Uniforme
- Uniforme titular: Camiseta azul marino y rojo a franjas verticales, pantalón azul marino, medias azules marinas a franjas horizontales rojas.
- Uniforme alternativo: Camiseta blanca con detalles azules marinos y rojos, pantalón rojo, medias blancas.
- Uniforme tercera: Camiseta blanca con franjas verticales celestes, pantalón blanco, medias blancas.El diseño del uniforme es similar al de Racing Club, del cual fue tomado cuando era Sociedad Deportiva Argentina

El uniforme del Deportivo Quito está inspirado en los colores de la bandera de la ciudad de Quito.
El azul simboliza los perenes cielos azules sobre la ciudad de Quito y la fidelidad de sus aficionados; y el rojo simboliza la pasión por el fútbol y el amor al deporte. El diseño del uniforme es similar al de FC Barcelona, Levante UD, SD Eibar y SD Huesca (España), San Lorenzo de Almagro (Argentina), Esporte Clube Bahia  (Brasil), PSG (Francia), Cerro Porteño (Paraguay), Unión Magdalena (Colombia), Monagas SC (Venezuela), FBC Piérola de Arequipa y Alianza Universidad de Huánuco (Perú), Crystal Palace (Inglaterra) y Atlante (México).

### Evolución
| S.D. Argentina 1940-1955 | 1955-1959 | 1960-1961 | 1962 | 1963 | 1964 | 1965-1968 | 1969-1970 | 1971-1972 | 1973-1975 |  |

| 1976 | 1977 | 1978 | 1979 | 1980-1981 | 1982 | 1983-1991 | 1992 |  |

| 1993 | 1994 | 1995-I | 1995-II | 1996 | 1997-1998 | 1998 | 1999 |  |

| 2000 | 2001 | 2002 | 2003 | 2004 | 2005 | 2006 | 2007 |  |

| Uniforme Titular 2008 | Uniforme Alterno enero-mayo de 2008 | Uniforme Alterno junio-diciembre de 2008 y Copa Sudamericana 2008 | Uniforme Titular 2009 | Uniforme Alterno enero-mayo de 2009 | Uniforme Alterno junio-diciembre de 2009 | Uniforme Titular enero-junio de 2010 | Uniforme Alterno enero-abril de 2010 |  |

| Uniforme Alterno abril-junio de 2010 y Copa Libertadores 2010 | Uniforme Titular julio-agosto de 2010 | Uniforme Titular agosto-diciembre de 2010 | Uniforme Alterno julio-diciembre de 2010 | Uniforme Titular enero-octubre 2011 | Uniforme Alterno enero-octubre de 2011 | Uniforme Alterno Copa Libertadores 2011 | Uniforme Titular Copa Sudamericana 2011 | Uniforme Titular octubre-diciembre de 2011 |  |

| Uniforme Titular 2012 | Uniforme Alterno 2012 | Uniforme Alterno Copa Libertadores 2012 | Uniforme Titular Copa Sudamericana 2012 | Uniforme Titular 2013 | Uniforme Alterno 2013 | Uniforme Titular 2014 | Uniforme Alterno 2014 | Uniforme Alterno Copa Libertadores 2014 |  |

| Uniforme Titular 2015 | Uniforme Alterno 2015 | Uniforme Titular 2016 | Uniforme Alterno 2016 | Uniforme Titular 2017 | Uniforme Alterno 2017 | Uniforme Titular 2018 | Uniforme Alterno 2018 | Uniforme Tercero 2018 | Uniforme Copa Ecuador 2018-19 |  |

| Uniforme Titular 2019 | Uniforme Alterno 2019 | Uniforme Tercero 2019 | Uniforme Titular 2020 | Uniforme Alterno 2020 | Uniforme Tercero 2020 | Uniforme Titular 2021 | Uniforme Alterno 2021 |  |

| Uniforme Titular 2022 | Uniforme Alterno 2022 | Uniforme Tercero 2022 | Uniforme Titular 2023 | Uniforme Alterno 2023 | Uniforme Titular 2024 | Uniforme Alterno 2024 | Uniforme Tercero 2024 |

### Auspiciantes
- Actualizado al 2025.

La camiseta actual lleva la marca de Lotto, empresa italiana de confección y distribución de accesorios deportivos; con la cual el club tiene vínculo desde 2025 y el patrocinador principal es Cooperativa de Ahorro y Crédito Andalucía desde 2019.
Esta es la cronología de las marcas y patrocinadores de la indumentaria del club.
Las siguientes tablas detallan cronológicamente las empresas proveedoras de indumentaria y los patrocinadores que ha tenido el Deportivo Quito desde el año 1984 hasta la actualidad:
| Período       | Proveedor   |
| ------------- | ----------- |
| 1984-1992     | Sin Marca   |
| 1993-1994     | Goles Sport |
| 1995-1996     | Soccer      |
| 1997-1998     | Lotto       |
| 1999-2000     | Reebok      |
| 2001          | Lotto       |
| 2002-2007     | Puma        |
| 2008-2011     | Diadora     |
| 2012-2015     | Fila        |
| 2016          | New Balance |
| 2017-2022     | Boman       |
| 2023-2024     | Astro       |
| 2025-presente | Lotto       |